# Арабаев, Ишеналы
Арабаев Ишеналы (кирг. Эшенаалы Арабай уулу)(при жизни); 1882, село Кунбатыш, Кочкорский район — 1933 Ташкент) — киргизский просветитель и общественный деятель.

## Биография
Родился в 1882 году в селе Кунбатыш (ныне Кочкорский район Нарынской области). В 1883 году лишился отца. В 1895—1900 годах учился у сельского муллы. Из-за тяжёлого положения в семье смог поступить на учёбу лишь в 12 лет. Учился в городе Каракол сперва в татарской школе 5 лет, а потом в русско-туземной школе. Его учитель, заметив стремления Ишеналы учиться, посоветовал ему дальше продолжить учёбу в медресе «Хусаиния» города Оренбург, но по его приезде приём новых учеников в медресе был закрыт. Из-за этого он поступил в третий класс турецкого лицея, где он проучился до 1908 года. По некоторым сведениям бывал в Измире, Бейруте и совершил хадж в Мекку и Медину. По возвращении в Стамбул из-за полученной прессы революционно-демократического характера в Петербурге, и был вынужден вернуться в Оренбург[уточнить]. В 1910 году он уехал в Уфу где получил образование в высшей школе — медресе Галия. Именно здесь он издал произведение Молдо Кылыча Кысса-и-зилзала. В 27 лет окончил Галию и вернулся на родину продолжать просветительскую деятельность. По взглядам до Октябрьской революции придерживался джадидизма.

## Просветительская деятельность

### Дореволюционный период
До революции занимался изданием учебных пособий и изданием книг. В архивах Алма-Аты историком Кыясом Молдокасымовымобнаружены документы о том что Арабаев занимался просветительской деятельностью в Джумгале и в Тоне. Публиковался в ряде казахских изданий под литературным псевдонимом «Киргиз». В 1911 году в Уфе в издательстве «Шарк» была издана  Алиппе – Азбука, «Алифба–йаки–тоте–окуу» — Пути обучения скоростному чтению детей в школе, или букварь для кыргызских и казахских детей, которая была первой учебной книгой, изданной на понятном для кыргызских детей языке, написанная совместно с казахским просветителем Хафизом Сарсекеевым (г. Уфа, 1911), учебник на казахском языке «Основы правописания» (г. Оренбург, 1912). По возвращении на родину работал в школе в селе Туура-Суу, но потом открыл новую в селе Торткуль где и работал до 1914 года. Во время народно-освободительного восстания кыргызов в 1916 году собирал фольклор среди кыргызов но был вынужден бежать в Китай, откуда вернулся в 1917 году.

### Советская власть
В Бишкеке вместе с А. Садыковым и К. Тыныстановым организовал филиал партии. Участвует в двух съездах партии «Алаш» в городе Оренбурге. В 1920—1923 годах был заместителем председателя союза «Кошчу» по Семиреченской области (г. Алма-Ата), членом Семиреченского ревкома, делегатом на IX Всероссийском съезде советов. В 1922 году руководил группой, которая записала вариант эпоса «Манас» у Сагымбая Орозбакова, записал эпизод «Женитьбы Семетея на Айчурек» у манасчи Тыныбека Джапиева. В 1923 году был руководителем научного центра Туркестанской АССР (г. Ташкент), преподавателем казахского языка в Среднеазиатском университете. Арабаев — один из организаторов киргизско-казахского съезда учёных (июнь, 1924), участник съезда тюркологов (г. Баку, 1926). Способствовал претворению в жизнь закона о самоуправлении киргизского народа. С 1924 года — председатель областной научной комиссии Киргизской автономной области. Автор первого учебника для киргизских школ «Кыргыз алиппеси» («Киргизский букварь», Ташкент, 1924), написанного по образцу учебника А. Байтурсынова. Редактор первой газеты на киргизском языке «Эркин-Тоо». Автор более 20 трудов по истории, киргизскому языку, литературе, мифологии киргизского народа.

## Смерть
В 1933 году был арестован по делу «Социал – Туранской партии». Умер в тюрьме в Ташкенте 7 июня 1933 года, не дожив до суда. По одной из версий, покончил с собой (отравился). Реабилитирован 9 июля 1958 года.

## Память
В 1992 году Киргизский государственный университет был назван в честь Ишенаалы Арабаева.

### Книги
- Курбанова Н. У., Курумбаева Г. Д.. Штрихи к портрету И. Арабаева – просветителя, педагога и общественно-политического деятеля. — Бишкек: Кыргызский государственный университет имени И. Арабаева, 2022. — С. 229-232. — 233 с. — ISBN УДК: 94(470.42).

### Статьи
- Карыева Анара Карыевна. Просветительская деятельность Ишеналы Арабаева // Наука, техника и образование. — 2017. — № 4.